# Adblock Plus
AdBlock Plus è un'estensione per Opera, Mozilla Firefox, Safari, Google Chrome, Internet Explorer, e Microsoft Edge, oltre ad essere anche un'applicazione per Android, che permette di eliminare gli annunci pubblicitari (noti anche come ads, dall'inglese advertisements) contenuti in molte pagine web (su Android anche dalle altre applicazioni) con conseguente risparmio di tempo di download e di banda.

## Funzionalità
Il filtraggio del materiale indesiderato avviene attraverso la ricerca del corrispondente URL all'interno di una lista di regole di riconoscimento: qualora l'URL soddisfi una qualsiasi di tali regole, l'oggetto può essere, a discrezione dell'utente, completamente ignorato oppure normalmente scaricato ma non visualizzato all'interno della pagina.
Le regole di filtraggio possono indicare uno specifico URL (funzionalità che AdBlock Plus mette a disposizione direttamente con pochi click) oppure, più normalmente, contenere caratteri wildcard allo scopo di escludere un intero gruppo di URL caratterizzati da pattern comuni, fino alla possibilità di utilizzare vere e proprie espressioni regolari per riconoscere anche i pattern più complessi.
Un'ulteriore estensione di Firefox, AdBlock Filterset.G Updater, consente l'aggiornamento periodico ed automatico di un set di regole di esclusione preconfezionato, in grado di filtrare la maggior parte dei contenuti pubblicitari online.

## Filtri
Le regole di filtraggio più semplici possono includere delle wildcard come gli asterischi (*). I siti e gli oggetti possono essere posti in whitelist con due "chiocciole" (@@). Possono essere usate le espressioni regolari delimitate da slash (/). Adblock Plus supporta anche una sintassi più sofisticata che fornisce un controllo preciso sui filtri.
Un esempio di filtro sofisticato potrebbe essere 'wikipedia.org#div(id=siteNotice)', che nasconde l'elemento siteNotice usato da Wikimedia per mostrare le richieste di donazione.

### Iscrizione ai filtri
Gli utenti possono aggiungere dei filtri esterni, che possono essere aggiornati automaticamente. Filterset.G è incompatibile con questo sistema (e Adblock Plus raccomanda di non usare Filterset.G anche per altri motivi), ma altri filtri possono essere aggiunti digitando i loro indirizzi. Sul sito ufficiale di Adblock Plus è presente un elenco di liste utilizzabili.
EasyList è la lista di filtri per Adblock Plus più popolare con oltre 12 milioni di utenti.  Creata da Rick Petnel, è diventata la lista ufficiale di Adblock Plus, e su di essa sono costruiti filtri per altre lingue. Petnel è morto nel 2009 e aveva designato l'utente "Ares2" come nuovo responsabile.

## Cronologia
Michael McDonald creò Adblock Plus 0.5 come un miglioramento di Adblock con le seguenti funzionalità:
- Whitelist
- Blocco delle immagini di sfondo.
- Iscrizione ai filtri con un indirizzo fisso e aggiornamento automatico.
- La possibilità di nascondere elementi HTML, che permetteva di bloccare molti più elementi.
- La possibilità di nascondere le pubblicità solo su alcuni siti e non globalmente.
- Sistemazione di alcuni memory leak.

McDonald abbandonò lo sviluppo e consegnò il progetto a Wladimir Palant, che ultimò Adblock Plus 0.6 con un codice riscritto nel gennaio 2006. PC World scelse Adblock Plus come uno dei 100 prodotti migliori del 2007.
Adblock Plus riporta miglioramenti all'interfaccia utente, iscrizioni ai filtri e un'estensione per nascondere gli elementi. È diventata l'estensione per Firefox più popolare con circa 12 milioni di utenti al giorno.
È possibile esportare una lista di filtri come le liste di Fanboy o EasyList in un documento XML che può essere poi importato nel sistema di filtraggio InPrivate di Internet Explorer.
Adblock Plus per Google Chrome è in vendita dal dicembre 2010. Il codice di Adblock Plus per Google Chrome è largamente basato sul vecchio "AdThwart" (ora ha un nuovo nome). L'ex sviluppatore di AdThwart contribuisce al progetto.
| Cronologia versioni di Adblock Plus | Cronologia versioni di Adblock Plus |
| ----------------------------------- | ----------------------------------- |
| Versione                            | Data di distribuzione - Dimensioni  |
| 3.10.2                              | 28 gennaio 2021 - 2,92 MB           |
| 3.10.1                              | 15 dicembre 2020 - 2,92 MB          |
| 3.10                                | 17 novembre 2020 - 2,91 MB          |
| 3.9.5                               | 9 settembre 2020 - 2,17 MB          |
| 3.9.4                               | 7 agosto 2020 - 2,17 MB             |
| 3.9.3                               | 22 luglio 2020-2,17 MB              |
| 3.9.2                               | 21 luglio 2020-2,17 MB              |
| 3.9.1                               | 14 luglio 2020-2,17 MB              |
| 3.9                                 | 30 giugno 2020 - 2,17 MB            |
| 3.8.4                               | 1 aprile 2020 - 1,53 MB             |
| 3.8.3                               | 26 marzo 2020 - 1,53 MB             |
| 3.8                                 | 12 febbraio 2020 - 1,88 MB          |
| 3.7                                 | 22 ottobre 2019 - 1,25 MB           |
| 3.6.3                               | 22 agosto 2019 - 1,17 MB            |
| 3.6.2                               | 9 agosto 2019 - 1,17 MB             |
| 3.6.1                               | 2 agosto 2019 - 1,17 MB             |
| 3.6                                 | 30 luglio 2019-1,17 MB              |
| 3.5.2                               | 19 aprile 2019 - 1,19 MB            |
| 3.5.1                               | 3 aprile 2019 - 1,19 MB             |
| 3.5                                 | 13 marzo 2019 - 1,16 MB             |
| 3.4.3                               | 23 gennaio 2019 - 1,13 MB           |
| 3.4.2                               | 3 dicembre 2018 - 1,13 MB           |
| 3.4.1                               | 14 novembre 2018 - 1,13 MB          |
| 3.4                                 | 31 ottobre 2018 - 1,13 MB           |
| 3.3.1                               | 30 agosto 2018 - 1,11 MB            |
| 3.0.1                               | 8 novembre 2017                     |
| 1.12.1                              | 28 giugno 2016                      |
| 2.6.13                              | 25 novembre 2015                    |
| 2.6.11                              | 24 settembre 2015                   |
| 2.6.3                               | 3 giugno 2014                       |
| 2.6                                 | 22 aprile 2014                      |
| 2.5.1                               | 20 febbraio 2014                    |
| 2.3.2                               | 6 settembre 2013                    |
| 2.0.3                               | 5 gennaio 2012                      |
| 1.3.5                               | 26 marzo 2011                       |
| 1.1.2                               | 14 dicembre 2009                    |

## Controversie sul filtraggio della pubblicità e banner "accettabili"
Alcuni operatori di siti web, che utilizzano le pubblicità online per finanziare gli hosting dei loro siti web, sostengono che l'uso dei software di blocco della pubblicità come Adblock Plus rischi di ridurre le loro entrate. Mentre alcuni siti hanno implementato con successo dei sistemi di iscrizione e login per riscuotere dei guadagni, la maggior parte dei siti web si affida alla pubblicità online per funzionare. Il fatto che gli utenti possano visitare gratis i siti web, con le pubblicità che ripagano l'hosting, ha portato alcuni webmaster ad equiparare l'uso di Adblock col furto, e altri a prendere contromisure per impedire il suo utilizzo.
Il 5 dicembre 2011, Wladimir Palant ha annunciato che alcune pubblicità "accettabili" sarebbero state messe in whitelist nelle successive versioni di Adblock, con l'opzione per rimuoverle comunque disabilitata di default.
Secondo Palant, solo le pubblicità statiche con un massimo di uno script saranno considerate "accettabili", con una preferenza verso il contenuto testuale. L'annuncio ha creato qualche controversia sia sul sito web di Adblock sia sui siti social come Reddit.
In risposta alla funzione di whitelist delle "pubblicità accettabili" sono stati creati alcuni fork di Adblock Plus. Degli esempi sono Trueblock Plus e Adblock Lite. Entrambi questi fork non accettano donazioni. Per quanto riguarda Trueblock, ciò è voluto in quanto l'autore non desidera denaro per qualcosa che non ha creato. Per Adblock Lite, ciò è dovuto al design dell'interfaccia utente: infatti le versioni precedenti di Adblock Plus non avevano alcun pulsante di donazione. Entrambi questi fork hanno – questo è il loro scopo – l'opzione per la whitelist disabilitata di default. Adblock Lite ha ripristinato la vecchia interfaccia, il che significa che la whitelist per le pubblicità accettabili non può nemmeno essere attivata.
Eric Bishop, l'autore di Trueblock, riguardo all'add-on ha affermato che lo sviluppo cesserà se l'autore di Adblock Plus Wladimir Palant decidesse di rimuovere la funzione oggetto di controversie.
Inoltre egli ha supposto che Palant possa vendere l'ingresso alla lista di pubblicità "accettabili" al miglior offerente, producendo un guadagno in violazione della fiducia data all'add-on. Alla data del 18 marzo 2012, Trueblock non è disponibile per Google Chrome.

## Falso Adblock Plus
Nel 2017 un clone maligno di Adblock Plus ha ingannato circa 37.000 utenti prima che gli esperti di sicurezza di SwiftOnSecurity avvertissero Google, rimuovendo il falso doppione.

## Individuazione
Alcuni webmaster usano JavaScript per individuare gli effetti delle liste di Adblock più popolari. Questo si può fare generando un URL honeypot, verificando che venga caricato, e analizzando il DOM dopo che la pagina sia stata visualizzata dal browser web, per assicurarsi che la pubblicità sia presente.
Tali metodi non individuano direttamente la presenza dell'estensione Adblock Plus, ma solo gli effetti dei filtri. Essi sono vulnerabili ai continui aggiornamenti dei filtri, e agli script che filtrano con whitelist tramite estensioni come NoScript.
Fu fatto un tentativo per rilevare l'uso della stessa estensione, ma tale metodo di individuazione fu reso inutilizzabile dall'aggiornamento 0.7.5.2 di Adblock Plus.

## Aggiramento di Adblock Plus
Esistono metodi per aggirare Adblock e Adblock Plus (ad esempio alcuni plugin per Wordpress) ma anche per aggirare l'anti-Adblock stesso.

## Interfaccia

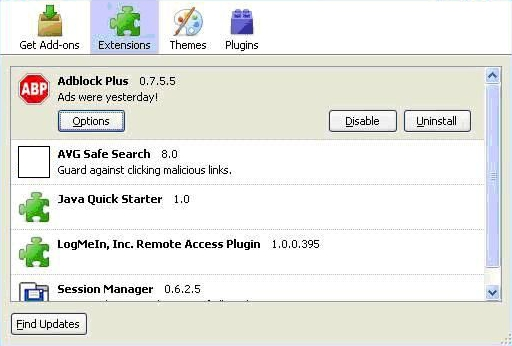
Adblock Plus in Firefox
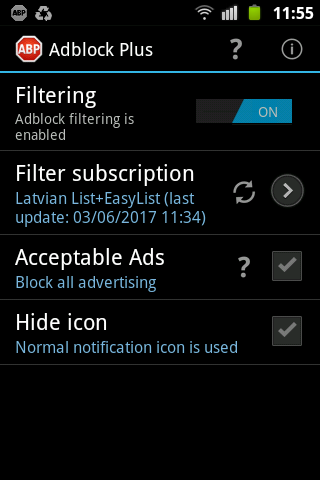
Adblock Plus su mobile
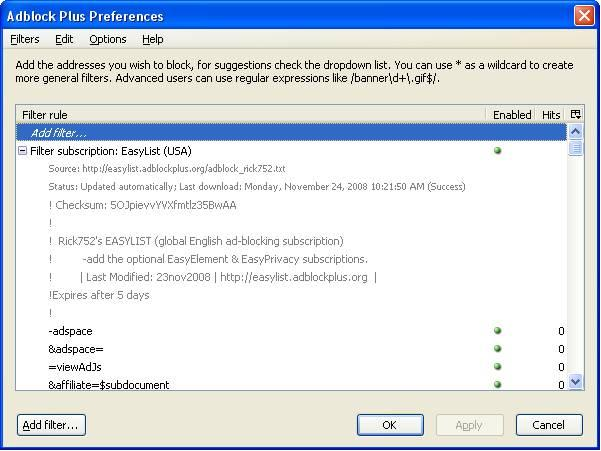
Preferenze di Adblock plus